# 煩死了
〈煩死了〉（日语：英語:「Usseewa」）是日本歌手Ado的单曲，于2020年10月23日由Virgin Music發行。歌曲由syudou作詞兼作曲。歌曲中具有挑衅性的歌词成为热门话题，并迅速在TikTok和SNS上传播开来。歌曲的MV在YouTube上的观看次数已经超过3億次，在Niconico动画上的观看次数为660万次。流媒体播放量已突破3亿次。是Ado的代表作之一。 

## 背景
此歌曲为Ado的出道作，也是她的第一首以"Ado"的名义发布的原创歌曲。Ado提到，这首歌曲的特点是完全表述了自己原始的情感。她将迄今为止感受到来自他人的嘲讽、愤怒与恶意融入歌声，在她18岁生日的前一天发布了此歌曲。在生日的第二天，Ado在涩谷的街道上听到了自己演唱的这首歌曲，她表示："我很感动，这个城市正与我的歌曲共鸣。"

## 外部連結
- Ado - UNIVERSAL MUSIC JAPAN